# Taj-ad-Dawla
Taj-ad-Dawla fou emir buwàyhida del Khuzestan per un temps vers 983-985. Era fill d'Àdud-ad-Dawla.
A la mort del seu pare Àdud-ad-Dawla el 983, les possessions paternes foren dividides entre els seus fills. El presumpte successor Samsam-ad-Dawla, va rebre la senioritat i el govern de l'Iraq (amb autoritat sobre Bàssora) i el de Kirman (amb autoritat sobre Oman); el seu germà Xàraf-ad-Dawla va rebre el govern de Fars amb autoritat sobre el Khuzestan. Els germans petits Taj-ad-Dawla i Diyà-ad-Dawla van rebre els governs de Khuzestan i de Bàssora.
Xàraf-ad-Dawla va aprofitar la seva posició per apoderar-se del quarter general buwàyhida a la regió del Fars, fent matar el visir d'Àdud-ad-Dawla i obtenint el suport dels caps militars, molts dels quals havien estat empresonats en temps del seu pare. No obstant va reconèixer la senioritat del seu oncle Muàyyid-ad-Dawla de Rayy fins que aquest va morir el 984, però després el va succeir el seu germà Fakhr-ad-Dawla, que va donar suport a Samsam-ad-Dawla al que va proclamar com a shahanshah (rei de reis equivalent a emir sènior, en aquest cas excepte sobre Fakhr) i Xàraf-ad-Dawla va refusar reconèixer-lo. Taj-ad-Dawla i el seu germà Diyà-ad-Dawla van aprofitar aquesta situació per esdevenir gairebé independents als seus governs i van reconèixer la senioritat de Fakhr-ad-Dawla i de Samsam-ad-Dawla.
Però Xàraf-ad-Dawla va emprendre una ofensiva militar cap a l'Iraq, ocupant Ahwaz (Khuzestan) i Bàssora, que obeïen a Samsam-ad-Dawla el qual va haver de demanar la pau, signada sobre la base del reconeixement de la senioritat de Xàraf-ad-Dawla, acord que fou referendat pel califa (fou llavors quan va rebre el títol de Xàraf-ad-Dawla wa-Taj-al-Mil·la). Taj-ad-Dawla i Diyà-ad-Dawla van haver de fugir al Djibal amb Fakhr-ad-Dawla, i van restar a Rayy sense jugar un posterior paper.